# Euronext 100
El índice Euronext 100 agrupa grandes empresas (blue chip) del índice bursátil paneuropeo Euronext NV. 
Comprende las mayores empresas y las de mayor liquidez que cotizan en el índice Euronext. El índice es revisado trimestralmente. En diciembre de 2002, el índice Euronext 100 representaba el 80% (1,177 billones de euros) del total de capitalización del mercado Euronext (1,477 billones de euros). A cada valor de este mercado le corresponde una clasificación por sector.

## Composición
| Bélgica: 10 Finlandia: 1 Francia: 61 Países Bajos: 20 Luxemburgo: 2 Portugal: 3 Suiza: 1 Reino Unido: 1 |

| Siglas | Sociedad              | País                        | Bolsa     | Sector                                                      |
| ------ | --------------------- | --------------------------- | --------- | ----------------------------------------------------------- |
| ABI    | AB InBev              | Bandera de Bélgica          | Bruselas  | Cerveceros                                                  |
| AC     | Accor                 | Bandera de Francia          | París     | Hoteles                                                     |
| AGN    | AEGON                 | Bandera de los Países Bajos | Ámsterdam | Seguros de vida                                             |
| AGS    | Ageas                 | Bandera de Bélgica          | Bruselas  | Seguros de vida                                             |
| AD     | Ahold                 | Bandera de los Países Bajos | Ámsterdam | Minoristas y mayoristas de alimentos                        |
| AI     | Air Liquide           | Bandera de Francia          | París     | Productos químicos generales                                |
| AIR    | Airbus Group          | Bandera de los Países Bajos | Ámsterdam | Aeroespacial                                                |
| AKZA   | AkzoNobel             | Bandera de los Países Bajos | Ámsterdam | Productos químicos especializados                           |
| ALO    | Alstom                | Bandera de Francia          | París     | Maquinaria industrial                                       |
| ATC    | Altice                | Bandera de los Países Bajos | Ámsterdam | Telecomunicaciones de línea fija                            |
| MT     | ArcelorMittal         | Bandera de Luxemburgo       | Ámsterdam | Hierro y acero                                              |
| AKE    | Arkema                | Bandera de Francia          | París     | Productos químicos generales                                |
| ASML   | ASML Holding          | Bandera de los Países Bajos | Ámsterdam | Semiconductores                                             |
| ATO    | Atos                  | Bandera de Francia          | París     | Servicios informáticos                                      |
| CS     | AXA                   | Bandera de Francia          | París     | Seguros de línea completa                                   |
| BB     | Bic                   | Bandera de Francia          | París     | Productos desechables para el hogar                         |
| BNP    | BNP Paribas           | Bandera de Francia          | París     | Bancos                                                      |
| BOKA   | Boskalis Westminster  | Bandera de los Países Bajos | Ámsterdam | Construcción pesada                                         |
| EN     | Bouygues              | Bandera de Francia          | París     | Construcción pesada                                         |
| BPOST  | Bpost                 | Bandera de Bélgica          | Bruselas  | Servicios de entrega                                        |
| BVI    | Bureau Veritas        | Bandera de Francia          | París     | Servicios de apoyo empresarial                              |
| CAP    | Capgemini             | Bandera de Francia          | París     | Servicios informáticos                                      |
| CA     | Carrefour             | Bandera de Francia          | París     | Minoristas y mayoristas de alimentos                        |
| CO     | Casino Guichard       | Bandera de Francia          | París     | Minoristas y mayoristas de alimentos                        |
| COLR   | Colruyt               | Bandera de Bélgica          | Bruselas  | Minoristas y mayoristas de alimentos                        |
| ACA    | Crédit Agricole       | Bandera de Francia          | París     | Bancos                                                      |
| BN     | Danone                | Bandera de Francia          | París     | Productos alimenticios                                      |
| DSY    | Dassault Systèmes     | Bandera de Francia          | París     | Software                                                    |
| DSM    | DSM                   | Bandera de los Países Bajos | Ámsterdam | Productos químicos especializados                           |
| EDF    | EDF                   | Bandera de Francia          | París     | Electricidad convencional                                   |
| EDP    | EDP                   | Bandera de Portugal         | Lisboa    | Electricidad convencional                                   |
| FGR    | Eiffage               | Bandera de Francia          | París     | Construcción pesada                                         |
| ENGI   | Engie                 | Bandera de Francia          | París     | Servicios públicos múltiples                                |
| EI     | Essilor International | Bandera de Francia          | París     | Suministros médicos                                         |
| ERF    | Eurofins Scientific   | Bandera de Francia          | París     | Proveedores de servicios de salud                           |
| ETL    | Eutelsat              | Bandera de Francia          | París     | Difusión y entretenimiento                                  |
| FDR    | Foncière des Régions  | Bandera de Francia          | París     | Fondos de inversión inmobiliaria industriales y de oficinas |
| GALP   | Galp Energia          | Bandera de Portugal         | Lisboa    | Petróleo y gas integrados                                   |
| GFC    | Gecina                | Bandera de Francia          | París     | Fondos de inversión inmobiliaria industriales y de oficinas |
| GTO    | Gemalto               | Bandera de los Países Bajos | Ámsterdam | Software                                                    |
| GET    | Groupe Eurotunnel     | Bandera de Francia          | París     | Ferrocarriles                                               |
| HEIA   | Heineken              | Bandera de los Países Bajos | Ámsterdam | Cerveceros                                                  |
| ICAD   | Icade                 | Bandera de Francia          | París     | Fondos de inversión inmobiliaria industriales y de oficinas |
| ILD    | Iliad                 | Bandera de Francia          | París     | Internet                                                    |
| NK     | Imerys                | Bandera de Francia          | París     | Minería generales                                           |
| INGA   | ING Groep             | Bandera de los Países Bajos | Ámsterdam | Bancos                                                      |
| ING    | Ingenico Group        | Bandera de Francia          | París     | Hardware                                                    |
| JMT    | J.Martins             | Bandera de Portugal         | Lisboa    | Minoristas y mayoristas de alimentos                        |
| DEC    | JC Decaux             | Bandera de Francia          | París     | Agencias de comunicación                                    |
| KBC    | KBC                   | Bandera de Bélgica          | Bruselas  | Bancos                                                      |
| KER    | Kering                | Bandera de Francia          | París     | Minoristas generales                                        |
| LI     | Klepierre             | Bandera de Francia          | París     | Minoristas de fondos de inversión inmobiliaria              |
| KPN    | KPN                   | Bandera de los Países Bajos | Ámsterdam | Telecomunicaciones de línea fija                            |
| OR     | L'Oréal               | Bandera de Francia          | París     | Productos personales                                        |
| LHN    | Lafarge               | Bandera de Francia          | París     | Materiales de construcción e instalaciones                  |
| LR     | Legrand               | Bandera de Francia          | París     | Equipos y componentes eléctricos                            |
| MC     | LVMH                  | Bandera de Francia          | París     | Ropa y accesorios                                           |
| ML     | Michelin              | Bandera de Francia          | París     | Neumáticos                                                  |
| KN     | Natixis               | Bandera de Francia          | París     | Bancos                                                      |
| NN     | NN Group              | Bandera de los Países Bajos | Ámsterdam | Seguros de vida                                             |
| NOKIA  | Nokia                 | Bandera de Finlandia        | París     | Equipos de telecomunicaciones                               |
| ORA    | Orange                | Bandera de Francia          | París     | Telecomunicaciones de línea fija                            |
| RI     | Pernod Ricard         | Bandera de Francia          | París     | Destiladores y viticultores                                 |
| UG     | Peugeot               | Bandera de Francia          | París     | Automóviles                                                 |
| PHIA   | Philips               | Bandera de los Países Bajos | Ámsterdam | Productos industriales diversificados                       |
| POM    | Plastic Omnium        | Bandera de Francia          | París     | Piezas de automóviles                                       |
| PROX   | Proximus              | Bandera de Bélgica          | Bruselas  | Telecomunicaciones de línea fija                            |
| PUB    | Publicis Groupe       | Bandera de Francia          | París     | Agencias de comunicación                                    |
| RAND   | Randstad              | Bandera de los Países Bajos | Ámsterdam | Agencias de formación empresarial y empleo                  |
| REN    | Relx                  | Bandera de los Países Bajos | Ámsterdam | Publicación                                                 |
| RNO    | Renault               | Bandera de Francia          | París     | Automóviles                                                 |
| RDSA   | Royal Dutch Shell     | Bandera del Reino Unido     | Ámsterdam | Petróleo y gas integrados                                   |
| SAF    | Safran                | Bandera de Francia          | París     | Aeroespacial                                                |
| SGO    | Saint-Gobain          | Bandera de Francia          | París     | Materiales de construcción e instalaciones                  |
| SAN    | Sanofi                | Bandera de Francia          | París     | Productos farmacéuticos                                     |
| SU     | Schneider Electric    | Bandera de Francia          | París     | Equipos y componentes eléctricos                            |
| SCR    | Scor                  | Bandera de Francia          | París     |                                                             |
| -      | SES                   | Bandera de Luxemburgo       | París     |                                                             |
| -      | Société Générale      | Bandera de Francia          | París     |                                                             |
| -      | Sodexo                | Bandera de Francia          | París     |                                                             |
| -      | Solvay                | Bandera de Bélgica          | Bruselas  |                                                             |
| -      | STMicroelectronics    | Bandera de Francia          | París     |                                                             |
| -      | Suez                  | Bandera de Francia          | París     |                                                             |
| -      | Technip               | Bandera de Francia          | París     |                                                             |
| -      | Telenet Group         | Bandera de Bélgica          | Bruselas  |                                                             |
| -      | Thales                | Bandera de Francia          | París     |                                                             |
| -      | Total                 | Bandera de Francia          | París     |                                                             |
| -      | UCB                   | Bandera de Bélgica          | Bruselas  |                                                             |
| -      | Umicore               | Bandera de Bélgica          | Bruselas  |                                                             |
| -      | Unibail-Rodamco       | Bandera de Francia          | París     |                                                             |
| -      | Unilever              | Bandera de los Países Bajos | Ámsterdam |                                                             |
| -      | Valeo                 | Bandera de Francia          | París     |                                                             |
| -      | Veolia Environnement  | Bandera de Francia          | París     |                                                             |
| -      | VINCI                 | Bandera de Francia          | París     |                                                             |
| -      | Vivendi               | Bandera de Francia          | París     |                                                             |
| -      | Vopak                 | Bandera de los Países Bajos | Ámsterdam |                                                             |
| -      | Wendel                | Bandera de Francia          | París     |                                                             |
| -      | Wolters Kluwer        | Bandera de los Países Bajos | Ámsterdam |                                                             |
| -      | Zodiac Aerospace      | Bandera de Francia          | París     |                                                             |